# قائمة زملاء الجمعية الملكية المنتخبين في 1784
هذه الصفحة تعرض قائمة زملاء الجمعية الملكية المُنتخبين لعام 1784.

## الزملاء
- كارل تيودور
- George Edgcumbe, 1st Earl of Mount Edgcumbe [الإنجليزية]‏
- Busick Harwood [الإنجليزية]‏
- ألكسندر غوردون
- John Sheldon (anatomist) [الإنجليزية]‏
- John Campbell, 1st Marquess of Breadalbane [الإنجليزية]‏
- Gilbert Blane [الإنجليزية]‏
- George Kinnaird, 7th Lord Kinnaird [الإنجليزية]‏
- James Cecil, 1st Marquess of Salisbury [الإنجليزية]‏
- جون سينكلير
- Caleb Whitefoord [الإنجليزية]‏
- Thomas Potter (1740–1801) [الإنجليزية]‏